# Superissimi (Raffaella Carrà)
Superissimi diciottesima raccolta italiana di Raffaella Carrà, pubblicata nel 2006 dall'etichetta discografica RCA della major Sony/BMG.

## Il disco
Ennesima antologia a prezzo economico, questa volta della serie Superissimi - Gli eroi del Juke Box, raccoglie una piccola selezione dei maggiori successi del repertorio della cantante, la metà dei quali in versione remix proveniente dall'album Fiesta - I grandi successi del 1999.
Raccolta non disponibile per il download digitale o per lo streaming, mai promossa dall'artista, non contiene inediti.
Arkwork di Riczac.

## Tracce
Edizioni musicali BMG.
1. Rumore (remix 1999) – 3:35 (testo: Andrea Lo Vecchio – musica: Guido Maria Ferilli)
2. Reggae Rrrrr! – 2:35 (testo: Gianni Boncompagni – musica: Franco Pisano)
3. Ballo ballo (remix 1999) – 3:01 (testo: Gianni Boncompagni – musica: Gianni Boncompagni, Franco Bracardi)
4. Accidenti a quella sera – 3:58 (Gianni Boncompagni)
5. Che dolor (remix 1999, italian version) – 3:04 (testo: Daniele Pace – musica: Danilo Vaona, Gianni Gastaldo)
6. El Borriquito – 3:40 (Peret [2])
7. E salutala per me (remix 1999) – 4:06 (testo: Gianni Boncompagni – musica: Franco Bracardi)
8. Fiesta (remix 1999) – 3:17 (testo: Gianni Boncompagni, Luis Gómez Escolar – musica: Franco Bracardi, Paolo Ormi)
9. Ma che musica maestro – 3:16 (testo: Sergio Paolini, Stelio Silvestri – musica: Franco Pisano)
10. Tanti auguri (remix 1999) – 3:53 (testo: Gianni Boncompagni, Daniele Pace – musica: Gianni Boncompagni, Paolo Ormi)